# Związek Górali Spisza i Orawy
Związek Górali Spisza i Orawy – nieistniejące stowarzyszenie powstałe w roku 1936 i funkcjonujące nieprzerwanie, aż do wybuchu II wojny światowej.
Organizacja została powołana statutem z 9 lipca 1936 r. przez działaczy samorządowych, nauczycieli i przedstawicieli duchowieństwa ze Spisza i Orawy w miejsce istniejącego od 1931 r. Związku Spisko-Orawskiego.
Pierwsze władze Związku stanowili: 
- ks. Ferdynand Machay, Prezes Związku -  inspirator powołania obu organizacji, późniejszy senator RP;
- ks. Marcin Jabłoński, wiceprezes -  proboszcz z Orawki;
- Paweł Bizub, II wiceprezes - młynarz z Trybsza;
- Józef Stanek, sekretarz Związku - w czasie II wojny kurier i kierownik trasy sztafetowej „Karczma”; oraz
- Pius Jabłoński, skarbnik - nauczyciel gimnazjum nowotarskiego